# Juego por turnos
Un juego por turnos es un juego en el cual el flujo de juego es particionado en partes bien definidas y visibles, llamadas turnos. Por ejemplo, cuando la unidad de flujo de un juego es el tiempo, los turnos representan unidades de tiempo, como años, meses, semanas o días. Al jugador de un juego por turnos se le concede un período de análisis (a veces delimitado, a veces no) antes de realizar una acción, asegurando una separación entre el flujo de juego y el proceso de pensamiento, lo cual conlleva a que el jugador tome elecciones más óptimas. Una vez que cada uno de los jugadores han jugado sus turnos, esa ronda ha acabado, y se realiza cualquier proceso especial compartido. A esto le sigue la siguiente ronda de juego. El concepto opuesto a por turnos es tiempo real.
El término juego por turnos puede usarse también para referirse a videojuegos de navegador que permiten una jugabilidad de más de una sesión, por largos períodos, a veces requiriendo meses para juegos complejos como ajedrez o go.
Al tirar un dado en cualquier juego de mesa y sale del tablero, automáticamente se pierde el turno.

## Tipos
Los juegos por turnos vienen en dos formas dependiendo de si, en un turno, los jugadores juegan simultáneamente o juegan sus turnos en secuencia. Los primeros caen en la categoría de los juegos ejecutados simultáneamente (también llamados por fases o en inglés "We Go", traducido significa vamos nosotros), siendo Diplomacy un notable ejemplo de este estilo de juego. Los últimos caen en la categoría de los juegos ejecutados alternadamente (también llamados en inglés "I Go You Go", o "IGOUGO"), y a su vez se subdividen en:
- Posicional.
- Inicio round robin.
- Aleatorio.
- Por iniciativa.

La diferencia está en el orden en el que los jugadores juegan sus turnos. En posicional, los jugadores empiezan sus turnos en el mismo orden siempre. En el inicio round robin, el jugador que empieza es elegido de acuerdo a una política round robin. En aleatorio el primer jugador es elegido al azar. Por iniciativa, el primer jugador es elegido mediante el puntaje dado por un cálculo de la iniciativa de los jugadores.

## Turnos

### Turnos temporizados
La mayoría de los juegos de mesa y juegos por correo son por turnos, dándole a cada jugador la oportunidad de actuar. Muchos videojuegos de estrategia de un jugador son por turnos. Sin embargo, cuando un jugador en particular gana acceso al juego durante su turno no es poco común limitar el tiempo tomado por el jugador para realizar un movimiento con el fin de mejorar la igualdad del juego (y para limitar la duración del juego). En Ajedrez, un par de relojes pueden ser usados para controlar el tiempo requerido por los jugadores para realizar sus movimientos. Esto añade muchos de los beneficios de los juegos en tiempo real.
Pasapiezas es un ejemplo extremo de este sistema. Pasapiezas es un juego de cuatro jugadores en dos tableros con cada equipo en un lado blanco y un lado negro. Cualquier pieza comida se le es dada al compañero de equip, y pueden ser posicionada en su tablero como un movimiento estándar (en cualquier posición que no deje a su oponente en jaque). Una estrategia viable es ganar un material de ventaja temporal, pasárselo al compañero, y después dejar de jugar en el tablero de uno, así permitiéndole al compañero usa esta ventaja para muchos futuros movimientos en su tablero. Para evitar esto, los jugadores son a menudo limitados a diez segundos por movimiento, permitiéndole al oponente remover del tablero uno de los peones del jugador por cada diez segundos tomados.
Los primeros juegos de la saga Ultima presentaban turnos temporizados: eran estrictamente por turnos, pero si el jugador demoraba más de un segundo o así para ordenar un comando, el juego automáticamente ordenaría un comando "paso", permitiéndole a los monstruos tomar un turno mientras los personajes del jugador no hicieran nada. También, muchos juegos de navegador establecen un número de turnos (generalmente solo uno) que pueden ser jugados en un determinado período (llamado un tick). El juego continúa sin tener en cuenta cualquier turno o tick que el jugador pueda haber perdido.

### Parcialmente por turnos
Muchos otros juegos que no son generalmente por turnos mantienen la noción de los turnos durante secuencias específicas. El videojuego de rol Fallout es por turnos durante la fase de combate, y en tiempo real durante el resto del juego. Otros juegos, tales coma la saga Total War, combinan una capa de estrategia por turnos con combate táctico en tiempo real. Por otro lado, juegos tales como Empire Strike, X-COM y Jagged Alliance 2 presentan una capa de estrategia en tiempo real combinada con una capa de táctica por turnos.

### Jugando fuera del turno de uno
Algunos juegos (notablemente, la saga de videojuegos X-COM y el juego de mesa de guerra Advanced Squad Leader) permiten a los jugadores jugar fuera de sus turnos normales al proveer maneras de interrumpir el turno del oponente y ejecutar acciones adicionales. Comúnmente, el número y tipo de acciones que un jugador puede hacer durante una secuencia de interrupción es limitado por la cantidad de puntos restantes en el contador de acciones del jugador (o algo similar) conseguidos de turnos anteriores. La saga de videojuegos Silent Storm incluye una estadística de "interrupción" por cada personaje para determinar la probabilidad de una acción fuera de turno. En M.A.X, las unidades defensivas pueden optar por disparar fuera de turno al costo de poder disparar en su propio turno. En Tide of Iron, se puede jugar una carta que permita interrumpir el turno del oponente y realizar una acción. En ambos Mario & Luigi: Superstar Saga y Mario & Luigi: Partners in Time, el jugador tiene la posibilidad de contraatacar en el turno del enemigo, causando daño.

### Turnos especiales
En algunos juegos, no todos los turnos son iguales. Generalmente, esta es la diferencia en la que las fases (o distintas porciones de un turno) ocurren. Por ejemplo, Imperium Romanum II presenta una fase de "Fiscalidad y Movilización" en cada tercer turno (mes), la cual no ocurre en los otros turnos. El juego Napoleon tiene una variación inusual de esta idea, donde cada turno del tercer jugador es un "turno de noche", en el que no se permite el combate.

### Distintas fases dentro de los turnos
Algunos juegos por turnos presentan varias fases dedicadas a distintos tipos de actividades dentro de cada turno. En la saga Battle Isle, el jugador emite órdenes de movimiento para todas las unidades en una fase, seguido de las órdenes de ataque en un fase posterior. Una consecuencia de esto es que los jugadores deben esperar hasta el siguiente turno para mover sus unidades en espacios que han sido despejados. En el juego Agricola los turnos son divididos en tres fases: "Mantenimiento", "Reposición" y "Trabajo". Una cuarta fase, "Cosecha" (donde cada miembro de familia debe ser alimentado), se produce cada pocos turnos. Esta representa el aspecto más difícil del juego, ya que fallar al alimentar a un miembro de familia conlleva consecuencias desastrosas en el puntaje final del jugador.

### Jugabilidad por turnos vs. en tiempo real
Un debate ha surgido entre los fanáticos de la estrategia en tiempo real y la estrategia por turnos (y géneros relacionados) basado en los méritos de los sistemas por turnos y en tiempo real.